# ブラザーズ
『ブラザーズ』（Brothers）は、1998年4月13日から6月29日まで毎週月曜日21:00 - 21:54に、フジテレビ系の「月9」枠で放送された日本のテレビドラマ。主演は中居正広。
この作品に限り、サントリーの提供クレジットは「スーパーホップス」となった。スーパーホップスのCMでも主演の中居正広と岸谷五朗が共演していた。
1998年にビクターエンタテインメントからVHSでソフト化されているが、現在まで未DVD化・未ネット配信化。

## あらすじ
主人公・ジンこと藤原真心（中居正広）は長永寺の次男坊。学生時代から目立って脚光を浴びることは少なく、優秀な実業家の兄・ブンこと藤原真文（岸谷五朗）と自分を比べて特技もなく、スポーツライターの夢も諦め仕方なしに住職を継ごうとする自分に常に劣等感を覚えていた。
そんな藤原家に突然服部ナナ（木村佳乃）という女性がお手伝いにやってくる。天真爛漫な性格が藤原家を明るくすると同時に、そそっかしい面も持っており、数々の事件も起こしてしまう。
幼馴染の三島礼子（伊藤裕子）に昔から好意を寄せていたジンは、だんだんこの気持ちは恋心とは違うのではないかと疑うようになる。一方ナナは優しいジンにそっと恋心を抱いてアプローチを続ける。そしていつも一緒にいるナナのそそっかしさに苛立ちを覚えながらも、ジンもナナに複雑な感情を抱くようになっていく。

## キャスト
- 藤原 真心 - 中居正広
- 服部 ナナ - 木村佳乃
- 藤原 真文 - 岸谷五朗
- 藤原 真雄 - 今井翼（当時ジャニーズJr.）
- 藤原 真愛 - 明石亮太朗
- 三島 礼子 - 伊藤裕子
- 真鍋 菜々子 - 星野真理
- 山崎 守 - 小林すすむ
- 浅井 喜一 - 財津一郎
- 青山 幸枝 - 菅井きん
- 藤原 真学 - 原田芳雄
- スギムラ サトシ - 唐沢寿明
- 遠山俊也
- 今井恵理
- 逸見太郎
- エド山口
- 岡村隆史（友情出演）

## スタッフ
- 脚本 - 橋部敦子、金子ありさ
- 音楽 - 日向敏文
- 主題歌 - SMAP「たいせつ」（ビクターエンタテインメント）
- 挿入歌 - KOKIA「愛しているから」（ポニーキャニオン）
- 演出 - 永山耕三、澤田鎌作、水田成英
- プロデュース - 栗原美和子
- 演出補 - 板谷恒一
- プロデュース補 - 羽鳥健一
- 制作主任 - 谷正光、新谷暢之
- 制作 - フジテレビ第一制作部
- 制作著作 - フジテレビ

## 放送日程
| 各話                                                       | 放送日        | サブタイトル                           | 脚本                | 演出     | 視聴率 |
| ---------------------------------------------------------- | ------------- | -------------------------------------- | ------------------- | -------- | ------ |
| 第1話                                                      | 1998年4月13日 | 甘い恋の予感…坊主だってキスをする!     | 橋部敦子            | 永山耕三 | 24.3%  |
| 第2話                                                      | 1998年4月20日 | 募る恋心 三角関係の始まり              | 橋部敦子            | 永山耕三 | 18.8%  |
| 第3話                                                      | 1998年4月27日 | 深まる絆 俺たちが守ってやる            | 金子ありさ          | 澤田鎌作 | 18.2%  |
| 第4話                                                      | 1998年5月4日  | すれ違い 悲しい衝突の始まり            | 橋部敦子            | 澤田鎌作 | 17.8%  |
| 第5話                                                      | 1998年5月11日 | 決断の時 人生にifは無い…               | 橋部敦子 金子ありさ | 永山耕三 | 16.6%  |
| 第6話                                                      | 1998年5月18日 | 坊主なんてやめてやる! 衝撃の悲しい事実 | 金子ありさ          | 水田成英 | 17.3%  |
| 第7話                                                      | 1998年5月25日 | 出生の謎 せつない口づけ…               | 橋部敦子            | 水田成英 | 15.7%  |
| 第8話                                                      | 1998年6月1日  | 抱いて                                 | 橋部敦子            | 澤田鎌作 | 16.5%  |
| 第9話                                                      | 1998年6月8日  | 別れ                                   | 橋部敦子 金子ありさ | 永山耕三 | 17.5%  |
| 第10話                                                     | 1998年6月15日 | 最後の夜 もうどこへも行くな            | 橋部敦子 金子ありさ | 水田成英 | 17.4%  |
| 第11話                                                     | 1998年6月22日 | 家庭崩壊                               | 金子ありさ          | 澤田鎌作 | 16.6%  |
| 最終話                                                     | 1998年6月29日 | 涙のキス…別れし 哀しいことじゃない     | 橋部敦子 金子ありさ | 永山耕三 | 18.4%  |
| 平均視聴率 17.9%（視聴率は関東地区・ビデオリサーチ社調べ） |               |                                        |                     |          |        |

## 受賞
- 第17回ザテレビジョンドラマアカデミー賞[1]
  - 助演男優賞（岸谷五朗）
  - 助演女優賞（木村佳乃）